# Lucifer IV
Lucifer IV četvrti je studijski album heavy metal-sastava Lucifer. Diskografska kuća Century Media Records objavila ga je 29. listopada 2021.

## Popis pjesama
Tekstovi: Johanna Platow Andeersson. 
| 1.    | »Archangel of Death«                       | Johanna Platow Andersson, Nicke Andersson Platow | 3:35 |
| 2.    | »Wild Hearses«                             | P. Andersson, A. Platow                          | 4:56 |
| 3.    | »Crucifix (I Burn for You)«                | P. Andersson, Linus Björklund                    | 3:51 |
| 4.    | »Bring Me His Head«                        | P. Andersson, A. Platow                          | 4:25 |
| 5.    | »Mausoleum«                                | P. Andersson                                     | 4:51 |
| 6.    | »The Funeral Pyre« (instrumentalna pjesma) | Martin Nordin                                    | 1:44 |
| 7.    | »Cold as a Tombstone«                      | P. Andersson, A. Platow                          | 4:16 |
| 8.    | »Louise«                                   | P. Andersson, A. Platow                          | 3:56 |
| 9.    | »Nightmare«                                | P. Andersson, Björklund                          | 5:07 |
| 10.   | »Orion«                                    | P. Andersson, A. Platow                          | 4:47 |
| 11.   | »Phobos«                                   | P. Andersson, A. Platow                          | 4:20 |
| 45:48 |                                            |                                                  |      |

## Recenzije
| Recenzije                       | Recenzije |
| Izvor                           | Ocjena    |
| ------------------------------- | --------- |
| Blabbermouth                    | 8/10      |
| Distorted Sound                 | 7/10      |
| Kerrang!                        | 4/5       |
| Metal.de                        | 8/10      |
| Metal Hammer (njemačka inačica) | 5,5/7     |

Dobio je pozitivne kritike. Jason Roche dao mu je osam bodova od njih deset u recenziji za Blabbermouth.net napisavši da „sadrži više majstorskih primjera koji pokazuju koliko je sastav sposoban izmijeniti pjesmarice iz prošlosti te im istodobno odati počast i od njih izraditi nešto svježe”. Jednaku mu je ocjenu dao Mirko Pidde u osvrtu za Metal.de, koji je istaknuo pjesmu „Archangel of Death” kao „savršen uvod” u album zbog „odlične gitare koja zavija, refrena koji se lako pamti i žestokih rifova koji udaraju onoliko koliko treba”, ali da je na glas pjevačice Johanne Platow primijenjeno „previše filtara” koji „pomalo kvare doživljaj”. Zaključio je da je skupina „pronašla svoju nišu” i da je „opet objavila album vrhunske klase koji možda neće steći kultni status, ali je svakako jedan od najboljih [uradaka] žanra u 2021. godini”.
U recenziji njemačke inačice časopisa Metal Hammer uradak je dobio pet i pol boda od njih sedam, a recenzent Lothar Gerber komentirao je da skupina na uratku „čini ono što oduvijek čini”, da „istražuje prostran svijet heavy rocka i occult rocka iz sedamdesetih”, ali da su pjesme na njemu „bolje napisane” nego na prijašnjim izdanjima. Nick Ruskell dao mu je četiri boda od njih pet u osvrtu za časopis Kerrang! napisavši da je posrijedi „vjerojatno najbolja stvar koju je Lucifer stvorio do danas” te da se „ovako dobre pjesme” rijetko viđaju. U recenziji Distorted Sounda dobio je sedam bodova od njih pet, a kritičar je izjavio da su „najjednostavnije ideje katkad najbolje” i da Luciferu „idu u veliku korist” te da sastav „ostvaruje trijumf svojim izravnim, svježim pristupom heavy rocku iz minulih dana”.

## Zasluge
| Lucifer - Johanna Platow Andersson – vokal, klavijatura; produkcija, inženjerka zvuka, dizajn - Nicke Andersson Platow – bubnjevi, udaraljke, prateći vokal, klavijatura, gitara; produkcija, inženjer zvuka, miksanje, dizajn - Linus Björklund – gitara, prateći vokal; inženjer zvuka - Martin Nordin – električna i akustična gitara, prateći vokal - Harald Göthblad – bas-gitara, prateći vokal, klavijatura |  | Ostalo osoblje - Magnus Lindberg – mastering - Ester Segarra – fotografija |

## Ljestvice
| Ljestvica                                    | Najviša pozicija |
| -------------------------------------------- | ---------------- |
| Njemačka (Offizielle Top 100)                | 71.              |
| Švedska (Sverigetopplistan)                  | 33.              |
| Ujedinjeno Kraljevstvo (Rock & Metal Albums) | 27.              |